# Barbados en los Juegos Olímpicos de París 2024
Barbados estuvo representado en los Juegos Olímpicos de París 2024 por cuatro deportistas, dos hombres y dos mujeres, que compitieron en tres deportes.
Los portadores de la bandera en la ceremonia de apertura fueron el nadador Jack Kirby y la atleta Sada Williams. El equipo olímpico barbadense no obtuvo ninguna medalla en estos Juegos.